# Centaurea varnensis
Centaurea varnensis  (лат.) — вид двудольных растений рода Василёк (Centaurea) семейства Астровые (Asteraceae). Впервые описан чешским ботаником Йозефом Веленовским в 1891 году.

## Распространение
Известен из Болгарии, Румынии, Австрии, Лихтенштейна, Латвии, Болгарии, Франции, Монако, Венгрии, Польши и Украины. По данным отдельных источников родина растения — север Балканского полуострова, из которого он был занесён в другие регионы.

## Ботаническое описание
Число хромосом — 2n=18.

## Синонимы
Синонимичные названия:
- Acosta psammogena (Gáyer) Holub
- Acosta varnensis (Velen.) Holub
- Centaurea psammogena Gáyer